# Kresnik
Kresnik, krestnik či krsnik je jedinec nadaný nadpřirozenou mocí v jehož existenci se věřilo ve Slovinsku a Chorvatsku. Kresnici se podle této víry měli narodit v „košili“ a jejich duše v noci bojovaly za úrodu proti různým zlovolným bytostem, typicky upírům. Víra v podobné nadané lidi existovala i v jiných jinoslovanských oblastech, například zduhač nebo vjedogonja, ale podobní jsou také furlanští benandanti, maďarští táltosové a osetští burkudzäutä. Kresnikovi se také podobá mogut, který byl znám v severním Chorvatsku – syn ženy, která při porodu zemřela nebo její těhotenství bylo delší než obvyklé, a negromanat z jižní Dalmácie, který se narodil s ocasem.
Kresnici bývají často narozeni v „košili“, tedy s blanitým vakem pokrývajícím hlavu, zvaným také caput galeatum. Tato membrána obvykle puká či je protržena během porodu, o dětech, které se s ní přesto narodily, se věřilo, že je čeká šťastný či slavný osud. Takovýto způsob narození byl přisuzován také benandantům a řidčeji táltosům. Na Istrii byla tato blána malým kresnikům přikládána do podpaží, na ostrově Krk usušena a rozemleta do jídla. Nočních bitev se obvykle začali zúčastňovat v sedmi letech, řidčeji v osmnácti nebo jednadvaceti, své nadání však museli uchovat v tajnosti. Existují zmínky pouze o mužských kresnicích.
Duše opouštěla jejich tělo ve spánku často v podobě zvířete – bílého či skvrnitého kance, psa, vola nebo koně, ale také černé mouchy. Bitvy, které sváděli, často periodicky o suchých dnech nebo štědrovečerní noci, měly odvrátit zlá kouzla a ochránit úrodu. Protivníky kresniků byli nejčastěji čarodějníci či upíři. Ti si také přisvojovali podobu zvířat, ale na rozdíl od kresniků pouze zvířat černých. Na Krku měl každý národ a rod chráněn jedním kresnikem a ohrožován jedním upírem – kudlakem. Ze nepřátelé kresniků byli také považováni cizinci, například Italové či Benátčané.

## Božstvo
Ve slovinském folklóru se objevuje také Kresnik jako postava s božskými atributy, spojená se sluncem, ohněm a bouří. Kresnik vyzbrojený sekerou, palicí, kladivem či mečem obráží nebesa na zlatém povoze a bojuje se svým odvěkým temným protivníkem, hadím démonem, patrně také bohem, který ho olupuje o krávu nebo jeho sestru-partnerku bohyni jara Alenčici (též Marjeticu nebo Vesinu). Kresnik ho ale pokaždé porazí a to se ve světě projevuje deštěm. Občas mu v tom vypomáhá jeho bratr Trot nebo jeho čtyřoký pes. Kresnik má ale také milenku, dceru jeho odvěkého rivala, a tak kvůli záletnictví umírá, je zabit ze žárlivosti. Kresnik tak plní podobnou úlohu, jakou ve východoslovanském prostoru plnil Perun, k tomu zastává další funkce a atributy, kterými disponovali jiní slovanští bohové dohromady jako byli sluneční Dažbog (též Chors) nebo Jarilo či Jarovít. Někteří proto poukazují na příbuznost jména Kresnik se jmény Chorse, indického Krišny a baltským svátkem Kresze (vycházející ze staroslovanského *krěsδ, to jest oheň), příbuzné v češtině se slovem křesat (oheň).
Výklady kresnika jako božstva zpochybnila chorvatská historička Maja Bošković-Stulli, která je považovala za produkt romantismu sběratelů folklóru v 19. století z důvodů, že mimo Slovinsko má kresnik pouze postavení nadaného člověka, nikoliv božstva.